# Fairchild C-119 Flying Boxcar
Fairchild C-119 Flying Boxcar – amerykański samolot transportowy skonstruowany w 1947 roku. W latach 1949–1955 wyprodukowano 1112 szt. C-119. Mógł transportować do 78 żołnierzy z wyposażeniem lub 35 rannych. Używany przez US Air Force (jako C-119), US Navy i US Marine Corps (jako R4Q). Eksportowany do Brazylii, Belgii, Kanady, Etiopii, Indii, Włoch, Norwegii, Maroka, Republiki Chińskiej i Republiki Wietnamu.